# Kuchiki Rukia
Kuchiki Rukia  (朽木 ルキア Kuchiki Rukia?) är en av huvudfigurerna i mangan och animen Bleach skapad av Tite Kubo. Rukia är medlem i 13:e Divisionen där Ukitake Jūshirō är kapten. Hon träffar Kurosaki Ichigo, när hon ska döda en hollow. Hon blir skadad och ger sina krafter till Ichigo, han vill hjälpa henne eftersom det var han som gjorde så att hon blev skadad. Ichigo blir med Rukias krafter en Shinigami och lyckas döda hollow. Efter det har Rukia inga krafter kvar så hon blir tvungen att gå runt i en Gigai, för att få tillbaka krafterna. Hon måste också hjälpa Ichigo i hans kamp mot hollow. Senare i serien får hon tillbaka sina krafter. Man får då även se hennes zanpakutō, Sode no Shirayuki. I Japan är Rukia framröstad som den näst mest populära rollfiguren i Bleach.

## Historia
Rukia dog som spädbarn i den riktiga världen och kom till Soul Society (själariket) tillsammans med sin storasyster, Hisana.
Hisana försökte skydda och försörja Rukia, men det var för krävande för Hisanas eget liv, så det slutade att hon övergav Rukia när hon fortfarande var väldigt liten. Hon växte upp i Rukongai där hon blev vän med Abarai Renji och många andra föräldralösa barn. Åren gick och det var bara Rukia och Renji som överlevde barndomen. Så fort de hade blivit stora nog beslutade de sig för att bli Shinigami. När Rukia började på Shinigami-akademin blev hon adopterad av Kuchiki-klanen. Renji blev både glad och ledsen när han fick höra att Rukia hade blivit adopterad Kuchiki-klanen som var en av Soul Societys nobla familjer. Han trodde att han inte skulle få se Rukia mer. Rukia trodde likadant. Mannen som adopterade Rukia var klanens ledare Kuchiki Byakuya. Han adopterade Rukia eftersom hans hustru hade gått bort många år tidigare Rukia påminde om henne. Men den historien var en lögn som Byakuya hade lovat sin hustru att hålla hemlig för Rukia. Han berättade sanningen för Rukia när han räddade henne från Aizen. Han berättade att hans hustru Hisana var Rukias storasyster och att hon övergav Rukia när hon fortfarande var ett spädbarn. Han berättade att han blev kär i Hisana och att de gifte sig. Sedan dog Hisana i en sjukdom och Byakuya blev ledsen, men innan hon dog sade hon till Byakuya att han skulle finna hennes lillasyster Rukia, och adoptera henne. Han berättade även att Hisana var ledsen över att hon lämnade Rukia. Han berättade även att han lovade Hisana att inte berätta för Rukia vem Hisana var, för hon tyckte att hon inte var värd att kallas för syster eftersom hon hade övergivit henne. Efter det har Rukia kommit närmare Byakuya än förut.
När hon blev invald i den 13:e divisionen hade Rukia dåligt självförtroende. Dels så var hon inte så bra på att slåss med svärd, och så hade Byakuya ett ganska stort inflytande på henne. När hon blev introducerad i den 13:e divisionen blev hon vän med divisionens löjtnant Shiba Kaien, som lärde henne att slåss. Men deras vänskap blev inte långvarig, eftersom en hollow tog Kaiens kropp i besittning. Rukia hade inget annat val än att döda honom. Sen dess har Rukia levt med dåligt samvete, trots att Kaien tackade henne för att hon dödade honom. Samma natt bar Rukia tillbaka Kaiens kropp till hans familj, men hon hade inte modet att tala om vad som hade hänt.
Rukias första möte med Ichigo utspelar sig några år efter Kaiens död.